# Sara Maria Kowalczyk
Sara Maria Kowalczyk (Aversa, 18 maggio 2001) è una schermitrice italiana, specializzata nella spada.
Atleta di interesse nazionale, ha vinto la medaglia di bronzo al campionato europeo di scherma 2025 a livello individuale oltre che vincitrice di due argenti alle Universiadi.

## Carriera
Sara si allena ad Aversa e la sua maestra è la madre Ewa Borowa.

### Fase giovanile
Nella fase più embrionale della sua carriera Sara dimostra già un grande potenziale partecipando ai vari campionati italiani cadetti, giovani, under-23 e assoluti. Esordisce a livello assoluto nel 2017, a 16 anni, il che fa capire quanta fiducia ha sempre ricevuto per le sue visibili qualità. Il 2017 è il vero anno in cui diventa una schermitrice a tutti gli effettiː infatti oltre ai sopracitati eventi nazionali partecipa ai campionati europei cadetti a Plovdiv in cui arriva ottava nell'individuale ma vince la sua prima medaglia di bronzo nella competizione a squadre. Nella stessa cittadina partecipa anche al campionato mondiale cadetti in cui però arriva solo 29esima nella competizione individuale. Prende anche parte alla Coppa del Mondo giovani partecipando alla sola tappa di Udine.

### 2018
Il 2018 è un anno che continua sulla falsa riga di quello passatoː partecipa infatti ai campionati europei cadetti di scherma a Soči in cui ottiene nuovamente una medaglia di bronzo ma questa volta a livello individuale mentre a squadre raggiunge la settima piazza; per quanto concerne il campionato mondiale cadetti migliora il risultato issandosi al nono posto a Verona. A livello nazionale partecipa nuovamente in tutte e 4 le categorieː in quello cadetti a Verona vince il bronzo individuale; in quello giovani, sempre a Verona, vince nuovamente il bronzo individuale; nell'under-23 arriva solo 14esima per poi arrivare poco fuori dalla top-20 in quello assoluto. Per quanto concerne la Coppa del Mondo giovani partecipa nuovamente solo alla tappa di Udine migliorando il risultato dell'anno passato.

### 2019
Il 2019 è un anno in cui Sara prende parte alle sole tappe di Coppa del Mondo giovani per quanto concerne le competizioni internazionali. In questa, oltre a migliorare nuovamente il risultato di Udine, vince la sua prima tappa a Burgos. Nelle competizioni italiane prende parte a quella assoluta e giovani senza risultati degni di nota.

### 2020-2021
Il biennio è segnato dalla pandemia di COVID-19 che ne cambia tutta la composizione. Dal punto di vista internazionale riesce a partecipare, nel 2020, ai campionati europei juniores in cui non riesce a raggiungere la medaglia; a qualche tappa di Coppa del Mondo giovani dove raggiunge il podio a Laupheim. Nelle competizioni nazionali partecipa, nel 2021, alla competizione giovani in cui vince l'oro individuale a Riccione, per quanto riguarda l'under-23 arriva terza vincendo la medaglia di bronzo a Cagliari e in quella assoluti arriva dodicesima a Cassino. 

### 2022-2023
È il biennio in cui si ritorna alla normalità. Nel 2022 Sara riuscirà a vincere la sua prima medaglia nazionale, un bronzo, nella competizione a squadre svoltasi a Courmayeur. Il 2023 è un anno invece estremamente positivo per leiː a partire dalla sua partecipazione ai XXXI Giochi mondiali universitari estivi in cui vince la medaglia d'argento sia in singolare che a squadre. Partecipa poi al campionato europeo Under-23 a Budapest in cui vince nuovamente la medaglia d'argento nella competizione individuale perdendo contro l'ucraina Emili Conrad; nella competizione a squadre vince invece la medaglia di bronzo battendo nella finalina l'Ungheria. Nelle competizioni nazionali vince il bronzo individuale a Vercelli per quanto concerne l'under-23 mentre, per l'assoluto, vince il bronzo nella competizione a squadre a La Spezia. Nel mentre ha iniziato a prendere parte alla Coppa del Mondo "dei grandi".

### 2024
È l'anno olimpico a cui Sara non parteciperà. Prenderà parte ai campionati europei juniores in cui arriva solo quarta nella competizione a squadre. A livello nazionale vince nuovamente il bronzo under-23 e vince l'argento a squadre nell'assoluti. Nella Coppa del Mondo arriva, come best result, tredicesima alla tappa di Legnano chiudendo 81esima nella classifica generale.

### 2025
Il 2025, anche a seguito del ritiro di Mara Navarria, ̟è l'anno in cui Sara deve dimostrare di avere le qualità per sostituire l'uscente spadista. Inizia l'anno benissimo vincendo la sua prima tappa di Coppa del Mondo a Fujaira e mantenendo risultati, in singolare, costanti tutto l'anno con picchi raggiunti successivamente a Bogota e Wuxi dove si classifica rispettivamente settima e quinta. Inizia a partecipare con costanza anche alle tappe a squadre in cui vincerà la medaglia d'oro nella tappa di Barcellona. Partecipa, a livello nazionale, ai campionati assoluti in cui vince la medaglia d'argento nella competizione a squadre perdendo contro le Fiamme Oro. Partecipa poi, solo nella competizione individuale, al campionato europeo svoltosi a Genova in cui vince la sua prima medaglia di bronzo perdendo in semifinale contro la poi campionessa europea Aizanat Murtazaeva; sconfitta arrivata alla stoccata decisiva.

## Palmarès

### Risultati élite
In carriera ha ottenuto i seguenti risultati:
Europei
Individuale
- Bronzo nella spada ad Genova 2025

A squadre
Coppa del Mondo di scherma
Prove individuali
- 2024/2025 -  (Fujairah)

Prove a squadre
- 2024/2025 -  (Barcellona)

Universiadi
Individuale
- Argento nella spada a Chengdu 2023

A squadre
- Argento nella spada a Chengdu 2023

Campionati italiani
Individuale
A squadre
- Argento nella spada a Cagliari 2024
- Argento nella spada a Piacenza 2025
- Bronzo nella spada a Courmayeur 2022
- Bronzo nella spada a La Spezia 2023

### Risultati giovani
Europei Under-23
Individuale
- Argento nella spada a Budapest 2023[6].

A squadre
- Bronzo nella spada a Budapest 2023

Europei cadetti
Individuale
- Bronzo nella spada a Soči 2018

A squadre
- Bronzo nella spada a Plovdiv 2017

Campionati italiani Under-23
Individuale
- Oro nella spada a Forlì 2019[7]
- Bronzo nella spada a Cagliari 2021[8].
- Bronzo nella spada a Vercelli 2023[9]
- Bronzo nella spada a Rende 2024

A squadre
Campionati italiani Under-20
Individuale
- Oro nella spada a Riccione 2021[10]

A squadre
È stata inoltre campionessa italiana universitaria di spada nel 2022 e nel 2023